# Чёрная (приток Большой Сестры)
Чёрная — малая река в Московской области России.
Своё начало берёт в районе деревни Авдотьино Волоколамского района и впадает в Большую Сестру в 7,5 км от её устья по левому берегу, в районе одноимённого посёлка Лотошинского района.
Длина — 21 км, площадь водосборного бассейна — 115 км².

## Населённые пункты на реке
Посёлок Большая Сестра; деревни Авдотьино, Быково, Софьино, Ботово, Бортники, Речки, Хрулево.

## Данные водного реестра
По данным государственного водного реестра России относится к Верхневолжскому бассейновому округу, водохозяйственный участок реки — Волга от города Тверь до Иваньковского гидроузла (Иваньковское водохранилище), речной подбассейн реки — бассейны притоков (Верхней) Волги до Рыбинского водохранилища. Речной бассейн реки — (Верхняя) Волга до Куйбышевского водохранилища (без бассейна Оки).
По данным геоинформационной системы водохозяйственного районирования территории РФ, подготовленной Федеральным агентством водных ресурсов:
- Код водного объекта в государственном водном реестре — 08010100712110000002848
- Код по гидрологической изученности (ГИ) — 110000284
- Код бассейна — 08.01.01.007
- Номер тома по ГИ — 10
- Выпуск по ГИ — 0

### Притоки
(расстояние от устья)
- 4,1 км: река Сенная (лв)